# Brazilia (selecționata de fotbal sub 17 ani)
Echipa națională de fotbal cu jucători sub 17 ani a Braziliei, de asemenea cunoscută sub numele de Brazilia Under-17 sau Selecao Sub-17, reprezintă Brazilia în competițiile  continentale și intercontinentale și este controlată de Confederația de fotbal din Brazilia. Echipa a devenit de patru ori campioană mondială la această categorie de vârstă și de 14 ori campioană a Americii de Sud.

## Recorduri competitive
- Un fundal auriu indică faptul că Brazilia a câștigat turneul.

### Cupa Mondială FIFA U-17
| Campionatul Mondial de Fotbal sub 17 ani | Campionatul Mondial de Fotbal sub 17 ani | Campionatul Mondial de Fotbal sub 17 ani | Campionatul Mondial de Fotbal sub 17 ani | Campionatul Mondial de Fotbal sub 17 ani | Campionatul Mondial de Fotbal sub 17 ani | Campionatul Mondial de Fotbal sub 17 ani | Campionatul Mondial de Fotbal sub 17 ani | Campionatul Mondial de Fotbal sub 17 ani |
| Anul                                     | Runda                                    | Poziția                                  | M                                        | V                                        | E*                                       | Î                                        | GM                                       | GD                                       |
| ---------------------------------------- | ---------------------------------------- | ---------------------------------------- | ---------------------------------------- | ---------------------------------------- | ---------------------------------------- | ---------------------------------------- | ---------------------------------------- | ---------------------------------------- |
| 1985                                     | Finala Mică                              | 3                                        | 6                                        | 4                                        | 0                                        | 2                                        | 13                                       | 8                                        |
| 1987                                     | Faza Grupelor                            | 14                                       | 3                                        | 0                                        | 2                                        | 1                                        | 0                                        | 1                                        |
| 1989                                     |                                          | 8                                        | 4                                        | 2                                        | 1                                        | 1                                        | 5                                        | 3                                        |
| 1991                                     | Sferturi de Finală                       | 6                                        | 4                                        | 3                                        | 0                                        | 1                                        | 8                                        | 2                                        |
| 1993                                     | Nu s-a calificat                         | Nu s-a calificat                         | Nu s-a calificat                         | Nu s-a calificat                         | Nu s-a calificat                         | Nu s-a calificat                         | Nu s-a calificat                         | Nu s-a calificat                         |
| 1995                                     | Vice-campioană                           | 2                                        | 6                                        | 4                                        | 0                                        | 2                                        | 6                                        | 3                                        |
| 1997                                     | Campioană                                | 1                                        | 6                                        | 6                                        | 0                                        | 0                                        | 21                                       | 2                                        |
| 1999                                     | Champions                                | 1st                                      | 6                                        | 2                                        | 4                                        | 0                                        | 8                                        | 4                                        |
| 2001                                     | Sferturi de Finală                       | 5                                        | 4                                        | 3                                        | 0                                        | 1                                        | 11                                       | 4                                        |
| 2003                                     | Campionaă                                | 1                                        | 6                                        | 5                                        | 1                                        | 0                                        | 15                                       | 1                                        |
| 2005                                     | Vice-campioană                           | 2                                        | 6                                        | 4                                        | 0                                        | 2                                        | 16                                       | 11                                       |
| 2007                                     | Șaisprezecimi                            | 10                                       | 4                                        | 1                                        | 1                                        | 2                                        | 14                                       | 4                                        |
| 2009                                     | Faza Grupelor                            | 17                                       | 3                                        | 1                                        | 0                                        | 2                                        | 3                                        | 4                                        |
| 2011                                     | Finala Mică                              | 4                                        | 7                                        | 4                                        | 1                                        | 2                                        | 15                                       | 12                                       |
| 2013                                     | Sferturi de Finală                       | 5                                        | 5                                        | 4                                        | 1                                        | 0                                        | 19                                       | 4                                        |
| 2015                                     | Sferturi de Finală                       | 6                                        | 5                                        | 3                                        | 0                                        | 2                                        | 5                                        | 5                                        |
| Total                                    | 15/16                                    | 3 Titluri                                | 75                                       | 46                                       | 11                                       | 18                                       | 159                                      | 68                                       |

### Campionatul de fotbal Sud American Under-17
| Campionatul de fotbal Sud American Under-17 | Campionatul de fotbal Sud American Under-17 | Campionatul de fotbal Sud American Under-17 | Campionatul de fotbal Sud American Under-17 | Campionatul de fotbal Sud American Under-17 | Campionatul de fotbal Sud American Under-17 | Campionatul de fotbal Sud American Under-17 | Campionatul de fotbal Sud American Under-17 | Campionatul de fotbal Sud American Under-17 |
| Anul                                        | Runda                                       | M                                           | V                                           | E1                                          | Î                                           | GM                                          | GP                                          |                                             |
| ------------------------------------------- | ------------------------------------------- | ------------------------------------------- | ------------------------------------------- | ------------------------------------------- | ------------------------------------------- | ------------------------------------------- | ------------------------------------------- | ------------------------------------------- |
| 1985                                        | Vice-campioană                              | 8                                           | 7                                           | 0                                           | 1                                           | 32                                          | 4                                           |                                             |
| 1986                                        | Vice-campioană                              | 7                                           | 1                                           | 6                                           | 0                                           | 6                                           | 5                                           |                                             |
| 1988                                        | Campioană                                   | 7                                           | 6                                           | 1                                           | 0                                           | 14                                          | 1                                           |                                             |
| 1991                                        | Campioană                                   | 7                                           | 5                                           | 0                                           | 2                                           | 18                                          | 6                                           |                                             |
| 1993                                        | Locul 4                                     | 7                                           | 4                                           | 2                                           | 1                                           | 13                                          | 9                                           |                                             |
| 1995                                        | Campioană                                   | 7                                           | 6                                           | 0                                           | 1                                           | 19                                          | 4                                           |                                             |
| 1997                                        | Campioană                                   | 7                                           | 5                                           | 2                                           | 0                                           | 20                                          | 7                                           |                                             |
| 1999                                        | Campioană                                   | 6                                           | 5                                           | 1                                           | 0                                           | 17                                          | 6                                           |                                             |
| 2001                                        | Campioană                                   | 7                                           | 4                                           | 3                                           | 0                                           | 18                                          | 5                                           |                                             |
| 2003                                        | Vice-campioană                              | 7                                           | 5                                           | 1                                           | 1                                           | 15                                          | 4                                           |                                             |
| 2005                                        | Campioană                                   | 7                                           | 5                                           | 1                                           | 1                                           | 27                                          | 11                                          |                                             |
| 2007                                        | Campioană                                   | 9                                           | 6                                           | 1                                           | 2                                           | 29                                          | 11                                          |                                             |
| 2009                                        | Campioană                                   | 5                                           | 3                                           | 1                                           | 1                                           | 12                                          | 4                                           |                                             |
| 2011                                        | Campioană                                   | 9                                           | 7                                           | 1                                           | 1                                           | 22                                          | 11                                          |                                             |
| 2013                                        | Locul 3                                     | 9                                           | 5                                           | 4                                           | 0                                           | 14                                          | 6                                           |                                             |
| 2015                                        | Campioană                                   | 9                                           | 5                                           | 1                                           | 3                                           | 18                                          | 14                                          |                                             |
| Total                                       | 16/16                                       | 118                                         | 79                                          | 25                                          | 14                                          | 294                                         | 108                                         |                                             |